# Ивьяс
Ивья́с (фр. Yvias, брет. Eviaz, галло Ivinyac) — коммуна во Франции, находится в регионе Бретань. Департамент — Кот-д’Армор. Входит в состав кантона Пемполь. Округ коммуны — Генган.
Код INSEE коммуны — 22390.

## География
Коммуна расположена приблизительно в 400 км к западу от Парижа, в 125 км северо-западнее Ренна, в 31 км к северо-западу от Сен-Бриё.
Вдоль южной границы коммуны протекает река Леф.

## Население
Население коммуны на 2016 год составляло 762 человека.
| 1962 | 1968 | 1975 | 1982 | 1990 | 1999 | 2008 | 2016 |
| ---- | ---- | ---- | ---- | ---- | ---- | ---- | ---- |
| 677  | 706  | 616  | 623  | 673  | 661  | 714  | 762  |

## Экономика
В 2007 году среди 431 человека в трудоспособном возрасте (15—64 лет) 327 были экономически активными, 104 — неактивными (показатель активности — 75,9 %, в 1999 году было 65,5 %). Из 327 активных работали 296 человек (164 мужчины и 132 женщины), безработных было 31 (10 мужчин и 21 женщина). Среди 104 неактивных 31 человек были учениками или студентами, 43 — пенсионерами, 30 были неактивными по другим причинам.

## Достопримечательности
- Церковь Сен-Жюдос
  - Кафедра (XVIII век). Исторический памятник с 1926 года[3]
- Часовня Кальвер (XVII—XVIII века)
  - Скульптурная группа «Положение во гроб» (XVIII век). Исторический памятник с 1984 года[4]
- Дольмен Тоссан-ар-Рён (эпоха неолита). Исторический памятник с 1959 года[5]